# John Powell
John Powell (sinh ngày 18 tháng 9 năm 1963) là một nhà soạn nhạc người Anh. Ông được biết đến qua các tác phẩm soạn nhạc phim bao gồm Phi đội gà bay, loạt phim Kỷ băng hà, Rio, Rio 2, Ông bà Smith và nhất là loạt phim Bí kíp luyện rồng.

## Cuộc đời và sự nghiệp
Ngay từ khi còn nhỏ, Powell đã thể hiện mình là một nghệ sĩ vĩ cầm xuất sắc. Lớn lên ông vào học tại trường Trinity College of Music. Tại đây, ông tiếp tục học thêm về nhạc jazz và nhạc jock. Ông tham gia ban nhạc "The Fabulistics" và trở thành trụ cột của ban nhạc. Sau khi rời trường đại học, lúc đầu ông kiếm sống bằng việc sáng tác nhạc cho những đoạn phim quảng cáo rồi sau đó ông chuyển sang làm trợ lý cho nhà soạn nhạc Patrick Doyle.
Năm 1995, ông đồng sáng lập một công ty chuyên về âm nhạc thương mại tại Luân Đôn. Công ty đã viết nhạc cho trên 100 phim của Anh và Pháp bao gồm phim quảng cáo và phim độc lập.
Năm 1997, ông chuyển đến sống tại Hoa Kỳ và nhanh chóng gặt hái được những thành công. Âm nhạc của ông xuất hiện trong những bộ phim hài và phim hành động nổi tiếng. Đáng kể nhất trong số đó là: The Italian Job, The Bourne Identity, The Bourne Supremacy, The Bourne Ultimatum, Mr & Mrs Smith, Chicken Run, Ice Age, X-Men: The Last Stand, Shrek, How to Train Your Dragon, Happy Feet...